# Perizoma norvegicola
Perizoma norvegicola là một loài bướm đêm trong họ Geometridae.